# 淳溪街道
淳溪街道，是中华人民共和国江苏省南京市高淳区下辖的一个街道办事处，为高淳区政府驻地，是一个具有悠久历史的江南水乡古镇。淳溪街道南临固城湖，北倚石臼湖，水路西通长江，东连太湖，位于沟通江南地区的水路经济走廊。2019年被评为中国文化百强镇。

## 历史
原名“高淳镇”，后来改为淳溪镇，2015年7月改为淳溪街道。

## 行政区划
淳溪街道面积82.6平方公里，人口约10万，下辖以下地区：
凤岭社区、淳西社区、河滨社区、南漪社区、栗园社区、淳安社区、北漪社区、大桥社区、王村、西舍村、八字角村、姜家村、渭凤村、宝塔村、戴村、河城村、甫头村、渔业村、甘村、南塘村、驼头村、双进村、杨家村、花奔村、荣复村、临城村、薛城村、邢丰村和长乐村。

## 风景
- 淳溪老街，建于宋代。
- 保圣寺塔（“保圣晨钟”），建于东吴赤乌二年（239年），宋绍兴四年（1134年）重新修建。
- 薛城花台
- 襟湖桥
- “石臼渔歌”
- “固城烟雨”
- “官溪夜泊”
- 淳溪境内胥河（世界最古老的人工运河）

## 特产
- 水产：螃蟹、甲鱼、青虾、银鱼、珍珠
- 蔬菜：甜瓜、田藕、芽芹菜